# 李大开
李大开（1953年—），江苏徐州人，汉族，中华人民共和国政治人物、第十一届全国人民代表大会陕西地区代表。
毕业于吉林工业大学汽车专业，是中共党员。担任陕西法士特汽车传动集团有限责任公司董事长。2008年起担任全国人大代表。